# Petkovy
Petkovy är en ort i Tjeckien.   Den ligger i regionen Mellersta Böhmen, i den centrala delen av landet, 60 km nordost om huvudstaden Prag. Petkovy ligger 258 meter över havet och antalet invånare är 215.
Terrängen runt Petkovy är platt, och sluttar västerut. Runt Petkovy är det ganska glesbefolkat, med 38 invånare per kvadratkilometer. Närmaste större samhälle är Mladá Boleslav, 12,3 km väster om Petkovy. Trakten runt Petkovy består till största delen av jordbruksmark.